# Anthropornis

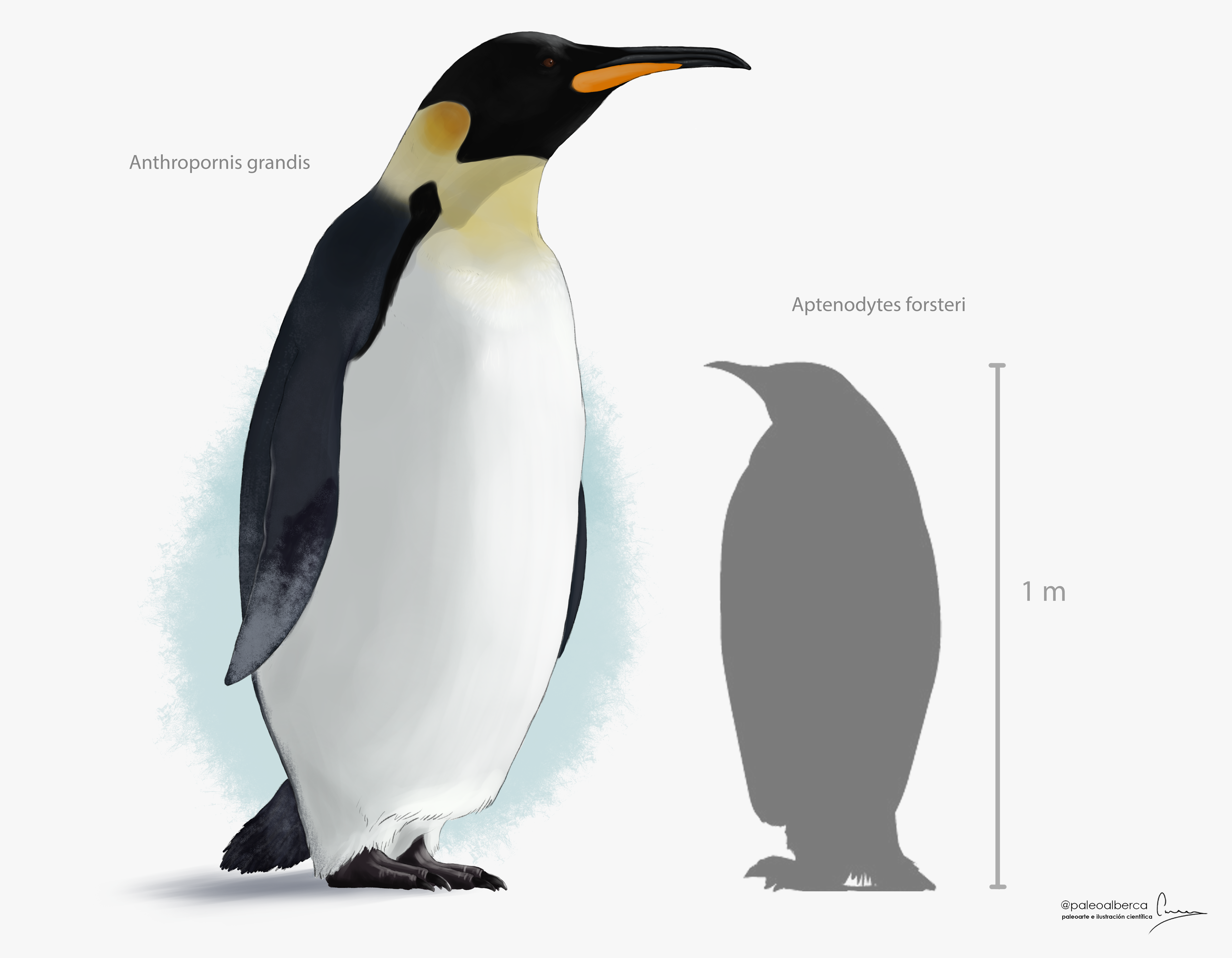
Escala comparativa entre Anthropornis grandis y Aptenodytes forsteri (pingüino emperador).

Anthropornis es un género extinto de pingüino que vivió hace entre 45 a 37 millones de años, durante el Eoceno tardío y la parte inicial del Oligoceno. Alcanzaba 1.7 metros de altura y llegaba a pesar 90 kg. Los fósiles de esta ave se han encontrado en la isla Seymour en las costas de la Antártida y en Nueva Zelanda. En comparación, la mayor especie existente de pingüino, el pingüino emperador, llega hasta alrededor de un metro de altura (1.2 metros desde el extremo del pico a la cola, por lo que no hay que confundir la altura con la longitud del animal). La especie tipo, A. nordenskjoldi, tenía una articulación curvada en sus alas, probablemente un legado de sus ancestros voladores.

## En la cultura popular
Los enormes pingüinos albinos ciegos de 1.8 metros de alto de la novela de 1931 En las montañas de la locura de H. P. Lovecraft eran descendientes ficticios de esta ave que viven en cavernas. Usan sus largos picos para apresar pequeños dinosaurios.